# غوردون بيل (لاعب كرة قدم أمريكية)
غوردون بيل (بالإنجليزية: Gordon Bell)‏ هو لاعب كرة قدم أمريكية أمريكي، ولد في 25 ديسمبر 1953 في تروي في الولايات المتحدة.

## وصلات خارجية
- غوردون بيل على موقع مرجع كرة القدم المحترفة.كوم (الإنجليزية)